# Kōkō
Pour les articles homonymes, voir Koko.
 (décembre 2019).
Si vous disposez d'ouvrages ou d'articles de référence ou si vous connaissez des sites web de qualité traitant du thème abordé ici, merci de compléter l'article en donnant les références utiles à sa vérifiabilité et en les liant à la section « Notes et références ».
Kōkō (光孝天皇, Kōkō Tennō, 830 – 26 août 887) était le cinquante-huitième empereur du Japon, selon l'ordre traditionnel de la succession, et a régné de 884 à 887. Son nom personnel était prince Tokuyasu.

## Généalogie
Kōkō est un fils de l'empereur Nimmyō. 

### Épouses et descendance
- Princesse Hanshi, née en 833, fille du prince Nakano (fils de l'empereur Kanmu), et d'une dame du clan Masamune; consort impériale en 884 ; titrée dame impériale en 887 ; impératrice douairière (kotaigo) en 898 ; morte en 900; mère de : 
  - Prince Koretada, né 857, mort 922; père de 
    - Minamoto no Kiyohira, né 877, mort 945

  - Prince Koresada, mort 903
  - Prince Motonaga, reçoit le nom de Minamoto; mort 883
  - Prince Sadami, né en 867 (empereur Uda)
  - Princesse Chushi (Tadako), née 854, morte 904; consort de l'empereur Seiwa
  - Princesse Kanshi, morte 914; consort de l'empereur Yozei
  - Princesse Yasuko, morte 925; consort de l'empereur Yozei
  - Princesse Ishi (Tameko), mariée son neveu l'empereur Daigo ; épouse impériale en 897; morte en 899.
- Fujiwara no Kamiko, morte 898, fille de Fujiwara no Mototsune; épouse impériale (nyogo)
- Taira no Motoko (Toshi), fille de Taira no Yoshikaze; épouse impériale (nyogo)
- Fujiwara no Motoyoshi, fille de Fijiwara no Yamakage; épouse impériale (nyogo)
- Shigeno no Naoko, concubine impériale (koi); mère de : 
  - Princesse Shigeko, morte 916; princesse vestale d'Ise de 884 à 887
- Une fille de Sanuki no Naganao, concubine impériale (koi); mère de : 
  - Minamoto no Motomi, mort 908
- Une fille de Fujiwara no Kadomune, concubine impériale (koi); mère de: 
  - Minamoto no Koreshige, né 886, mort 941
- Princesse Keishi, fille du Prince Masami; dame de la cour; mère de: 
  - Princesse Bokushi, morte 903; princesse vestale de Kamo de 882 à 887
- Sugawara no Ruishi, fille de Sugawara no Koreyoshi; dame de la cour; mère de : 
  - Minamoto no Junshi, née 875; morte 925; mariée Fujiwara no Tadahira, fils de Fujiwara no Mototsune (880 + 949)
- Une dame du clan Tajihi, dame de la cour; mère de: 
  - Minamoto no Kanshi (Ayako), morte 908
- Une dame du clan Fuse, dame de la cour; mère de: 
  - Shigemizu no Kiyozane
- de mères inconnues, l'empereur Koko eut 16 filles, qui reçurent le nom de Minamoto : 
  - Minamoto no Washi (Kasuko), morte 947, mariée à son neveu l'empereur Daigo
  - Minamoto no Reishi
  - Minamoto no Onshi (Kusuko), morte 919
  - Minamoto no Takaiko
  - Minamoto no Renshi (Tsurako), morte 905
  - Minamoto no Reishi, morte 909
  - Minamoto no Saishi, morte 886
  - Minamoto no Kaishi
  - Minamoto no Mokushi, morte 902
  - Minamoto no Heishi, morte 906
  - Minamoto no Kenshi, morte 924
  - Minamoto no Shinshi, morte 917
  - Minamoto no Shushi, morte 912
  - Minamoto no Mitsuko
  - Minamoto no Kaishi, morte 910
  - Minamoto no Zenshi

## Biographie
Après avoir déposé l'empereur Yōzei pour avoir tué l'un de ses vassaux en 884, Fujiwara no Mototsune met le prince Tokuyasu sur le trône à la place de son petit-neveu. Il devient alors l'empereur Kōkō et crée en 887 le titre de kampaku (régent d'un empereur adulte) pour Mototsune. La même année, ce dernier le dépose à son tour et son fils l'empereur Uda lui succède.

## Kugyō(公卿?)
- Empereur Kōkō (光孝天皇?, r. 884-887)[1]
  - Kampaku, Fujiwara no Mototsune (藤原基経?, 884-887)
  - Daijō-daijin, Fujiwara no Mototsune (藤原基経?, 880-891)
  - Sadaijin, Minamoto no Tooru (源融?, 872-895)
  - Udaijin, Minamoto no Masaru (源多?, 882-888)